# Intrepido (torpediniera)
L'Intrepido è stata una torpediniera di scorta della Regia Marina.

## Storia
Moderna unità della classe Ciclone, progettata appositamente per la scorta dei convogli lungo le insidiate rotte per l'Africa settentrionale, la torpediniera non entrò mai in servizio per la Marina italiana: l'avvenuto armistizio di Cassibile fu annunciato infatti l'8 settembre 1943, lo stesso giorno del varo della nave, che fu quindi subito catturata dalle truppe tedesche. 
Ridenominata TA 25, fu ultimata ed incorporata nella Kriegsmarine, entrando in servizio nel 1944.
Il 21 giugno 1944 la torpediniera fu silurata da motosiluranti britanniche a sud-ovest di Viareggio e, irrimediabilmente danneggiata, dovette essere abbandonata e finita dai siluri di un'altra torpediniera ex italiana, la TA 29, affondando in posizione 43°49' N e 10°12' E. Altre fonti danno la TA 25 come affondata da motosiluranti inglesi il 15 luglio 1944, al largo di La Spezia.
L'unico suo comandante italiano fu il capitano di corvetta Corrado Fucci (nato il 5 febbraio 1910).